# Muro fronteiriço Estados Unidos-México

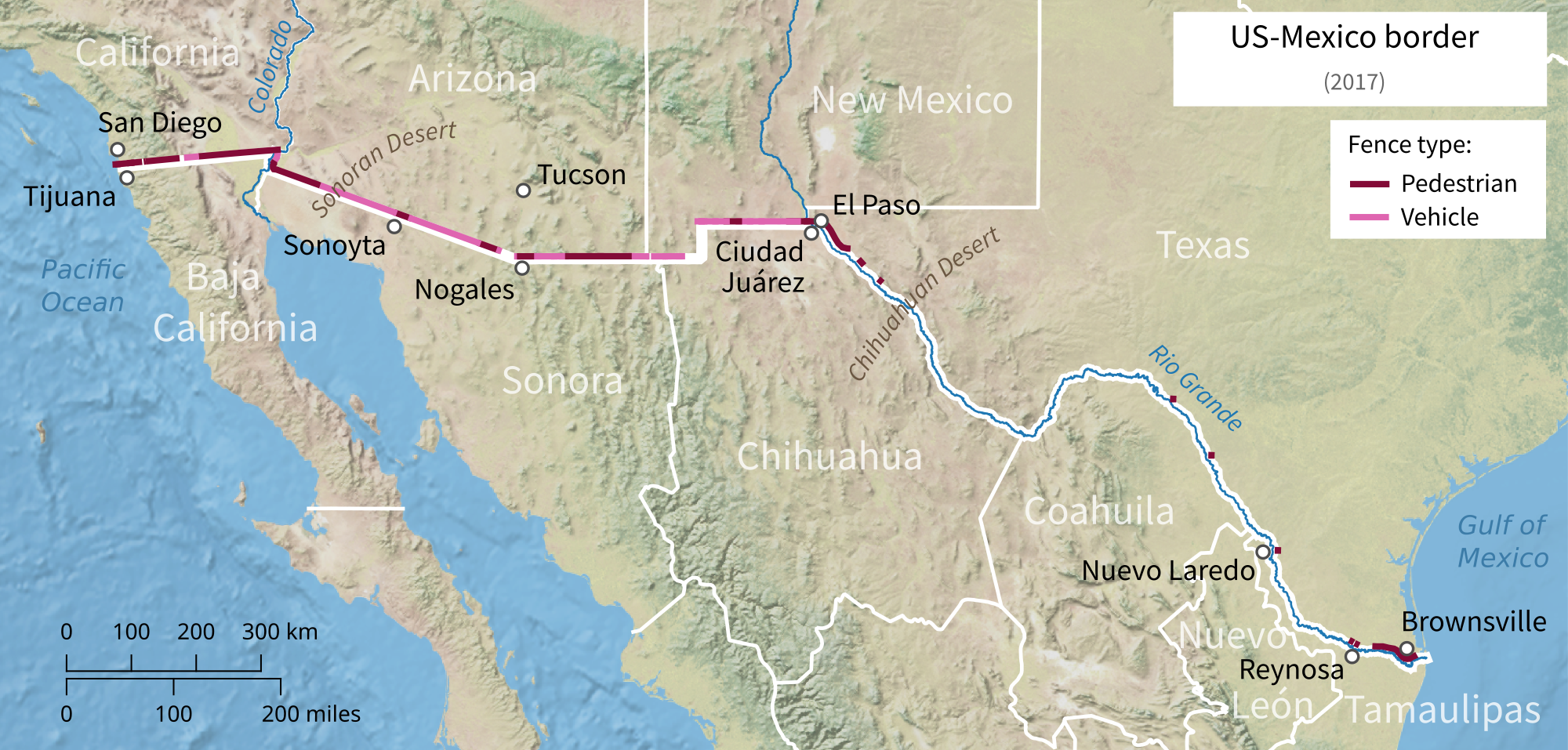
Mapa da barreira Estados Unidos-México em 2017.

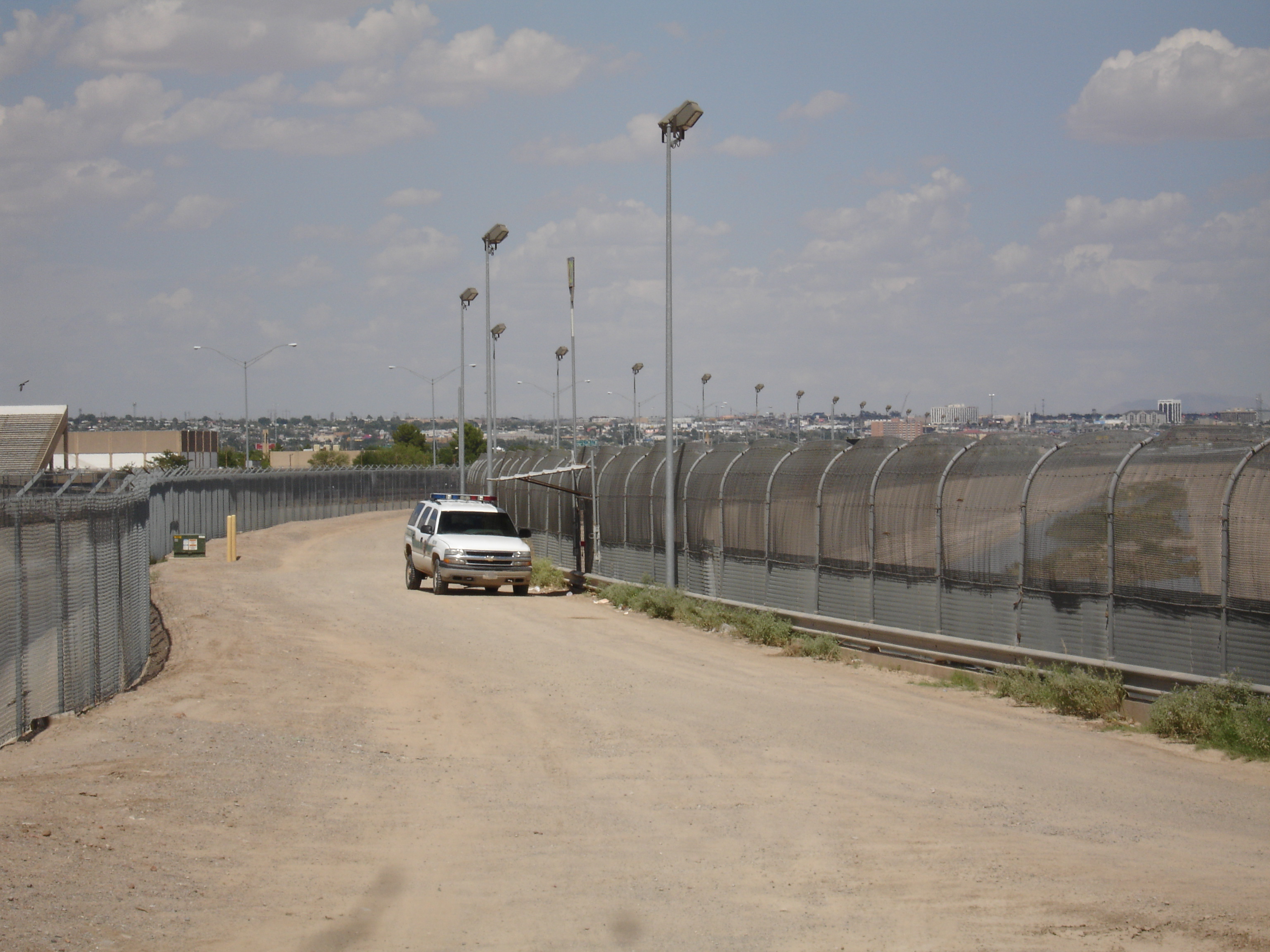
Cerca fronteiriça, perto de El Paso, Texas.

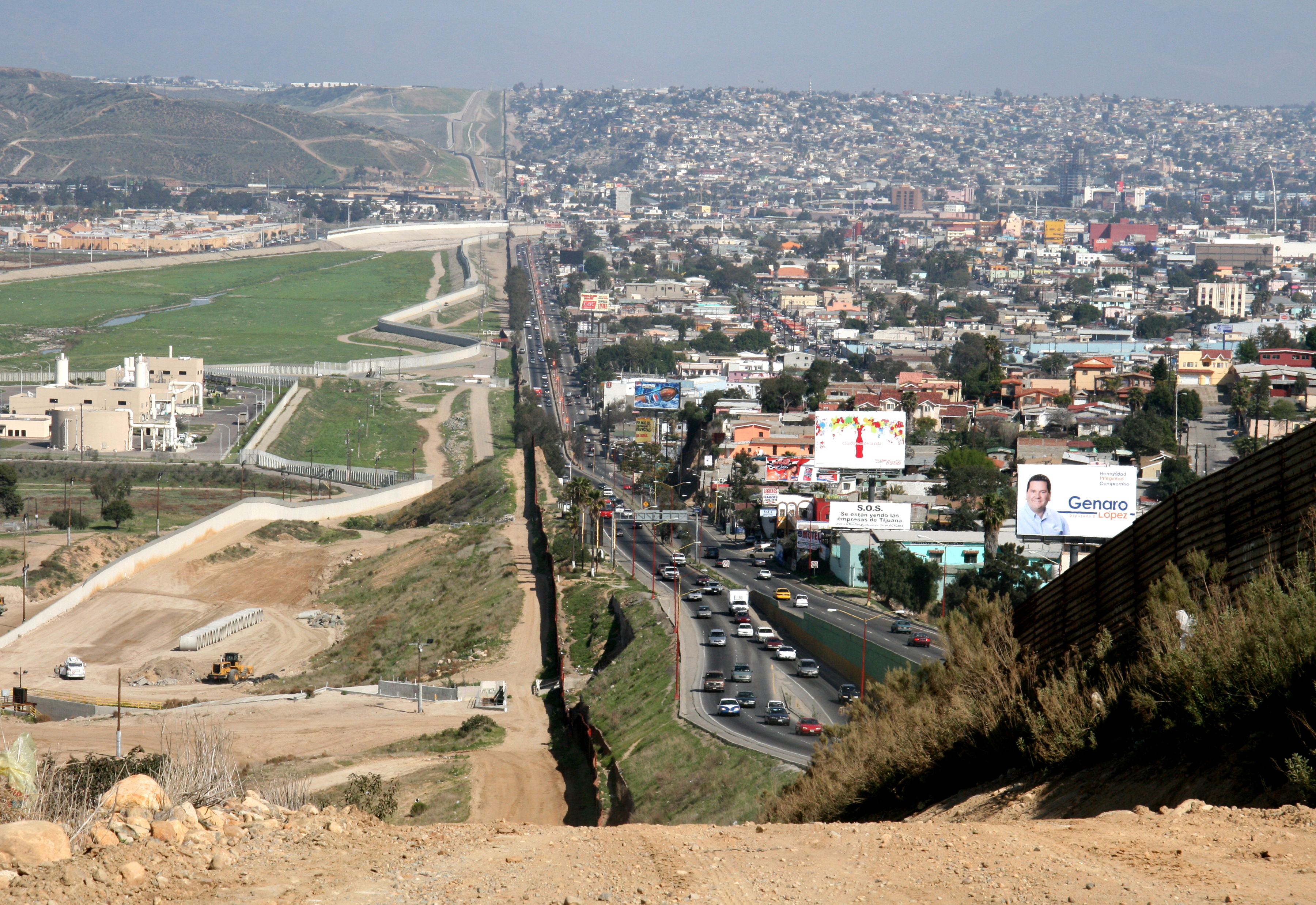
Uma pequena cerca separa a densamente povoada Tijuana, no México (à direita) de San Diego, nos Estados Unidos, no setor da Patrulha Fronteiriça. Um segundo muro está sendo construído até o Oceano Pacífico.

O muro fronteiriço Estados Unidos–México é uma série de muros e cercas ao longo da fronteira entre os dois países, com o objetivo de impedir cruzamentos ilegais entre os dois países. A barreira não é uma estrutura contígua, mas um agrupamento de paredes físicas relativamente curtas, presas entre uma "cerca virtual" que inclui um sistema de sensores e câmeras monitoradas pela Patrulha de Fronteira dos Estados Unidos. Em janeiro de 2009, a Alfândega e Proteção de Fronteiras dos EUA relatou que tinha mais de 580 milhas (930 km) de barreiras no local. O comprimento total da fronteira continental é de 1.999 milhas (3.201 km).

## Antecedentes

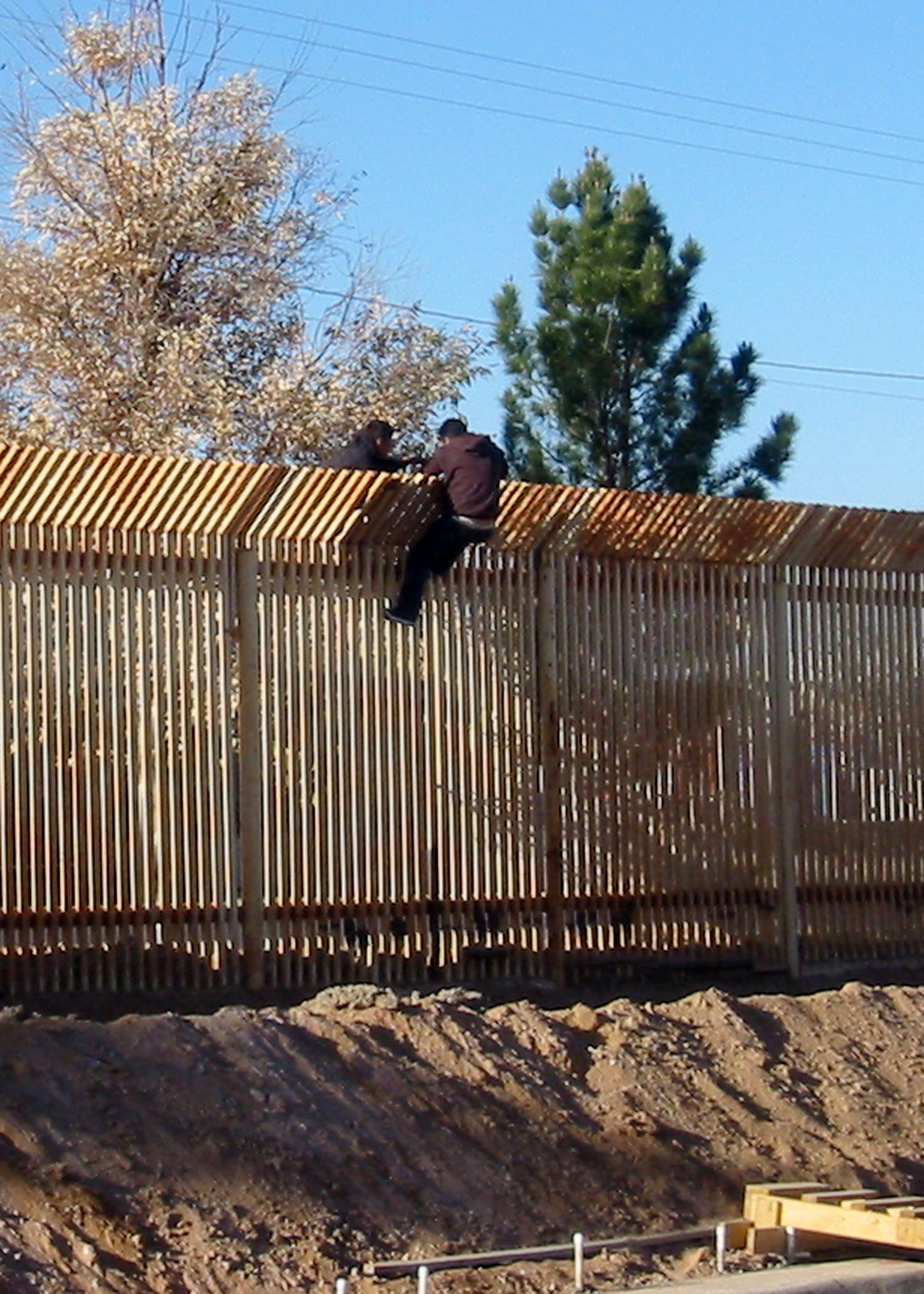
Dois homens escalam a cerca da fronteira para o México perto de Douglas, Arizona, em 2009

As barreiras foram construídas a partir de 1994 como parte de três "operações" maiores para diminuir o transporte de drogas ilegais fabricadas na América Latina e imigração: Operation Gatekeeper na Califórnia, Operation Hold-the-Line no Texas e Operation Safeguard no Arizona.
97% das apreensões fronteiriças (cidadãos estrangeiros que foram apanhados nos EUA ilegalmente) pela Patrulha da Fronteira em 2010 ocorreram na fronteira sudoeste. O número de apreensões na Patrulha de Fronteira caiu 61%, de 1.189.000 em 2005 para 723.840 em 2008, para 463.000 em 2010. A diminuição nas apreensões pode ser devida a vários fatores, incluindo mudanças nas condições econômicas dos EUA e nos esforços de fiscalização das fronteiras. As apreensões de fronteira em 2010 estavam no nível mais baixo desde 1972. Em dezembro de 2016, as apreensões estavam em 58.478, enquanto em março de 2017, havia 17.000 apreensões, que foi o quinto mês consecutivo de declínio.
A fronteira de 1.954 milhas (3.145 km) entre os Estados Unidos e o México atravessa uma variedade de terrenos, incluindo áreas urbanas e desertos. A barreira está localizada em seções urbanas e desabitadas da fronteira, áreas onde os números mais concentrados de travessias ilegais e tráfico de drogas foram observados no passado. Essas áreas urbanas incluem San Diego, Califórnia e El Paso, Texas . Em 29 de agosto de 2008, o Departamento de Segurança Interna dos EUA construiu 190 milhas (310 km) de cerca de fronteira para pedestres e 154,3 milhas (248,3 km) de cerca de fronteira de veículos, para um total de 344,3 milhas (554,1 km) de cerca. A cerca concluída é principalmente no Novo México, Arizona e Califórnia, com a construção em curso no Texas.
A Alfândega e Proteção de Fronteiras dos EUA informou que tinha mais de 580 milhas (930 km) de cerca na segunda semana de janeiro de 2009. O trabalho ainda está em andamento nos segmentos de cercas no Texas e no Sistema de Infraestrutura de Fronteiras na Califórnia.
Como resultado do efeito da barreira, tem havido um aumento acentuado no número de pessoas que tentam atravessar ilegalmente áreas que não têm cercas como o Deserto de Sonora e a Montanha Baboquivari, no Arizona. Tais imigrantes ilegais devem atravessar 50 milhas (80 km) de terreno inóspito para alcançar a primeira estrada, localizada na Reserva Indígena Tohono O'odham.

## Status

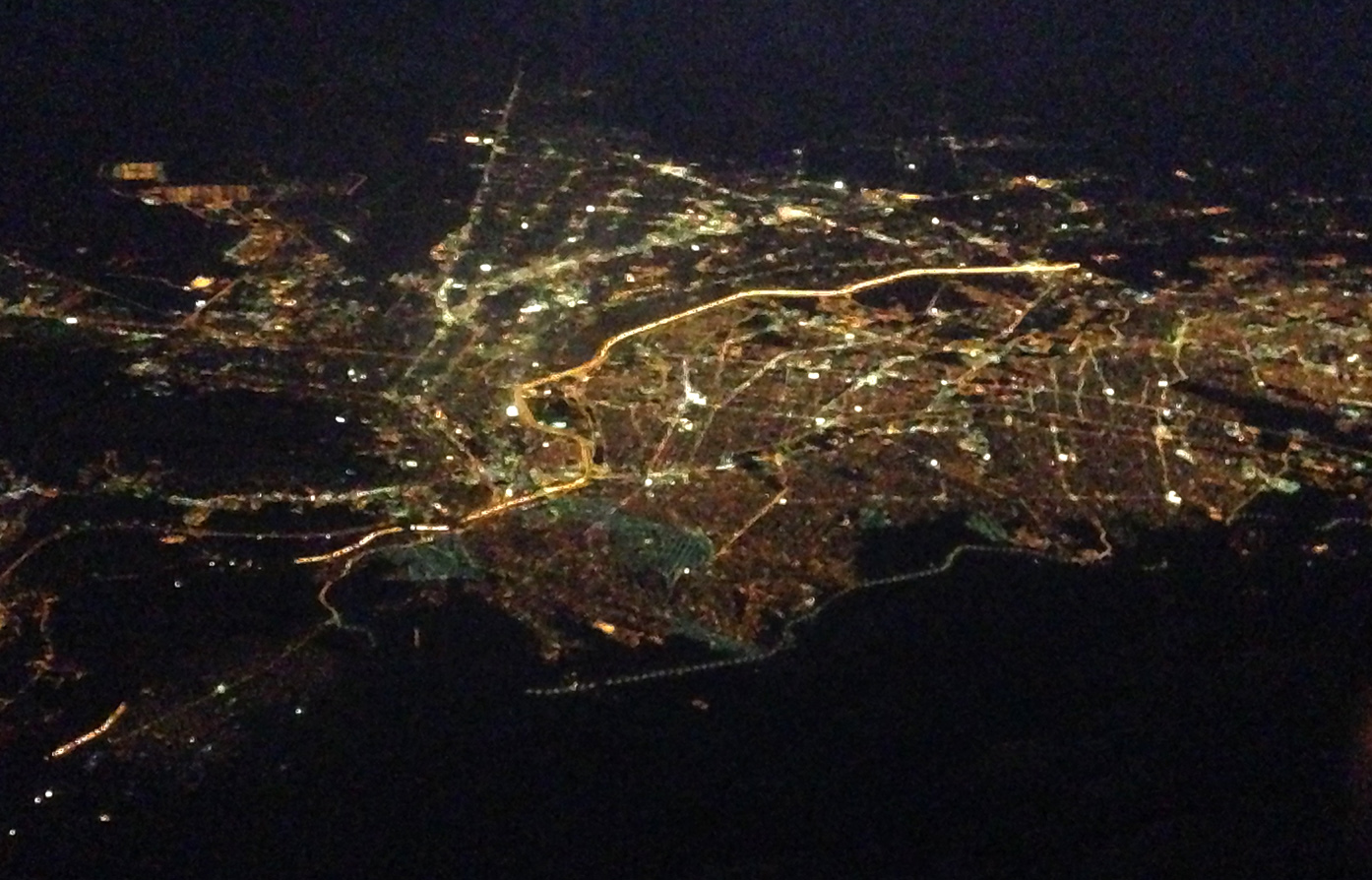
Vista aérea de El Paso, Texas (à esquerda) e Ciudad Juárez, Chihuahua (à direita); a fronteira pode ser vista claramente, pois divide as duas cidades à noite

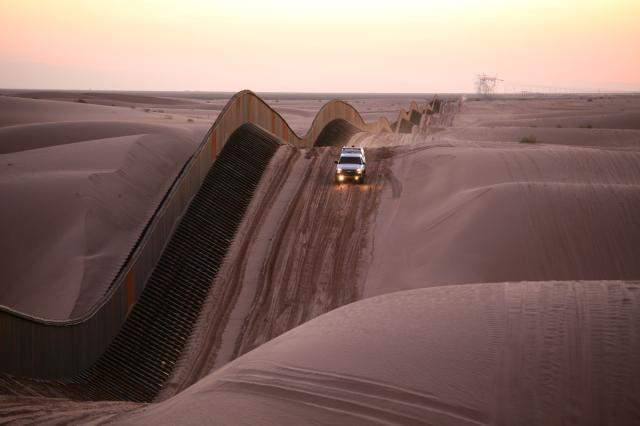
A Patrulha de Fronteira dos Estados Unidos no Algodones Dunes, Califórnia

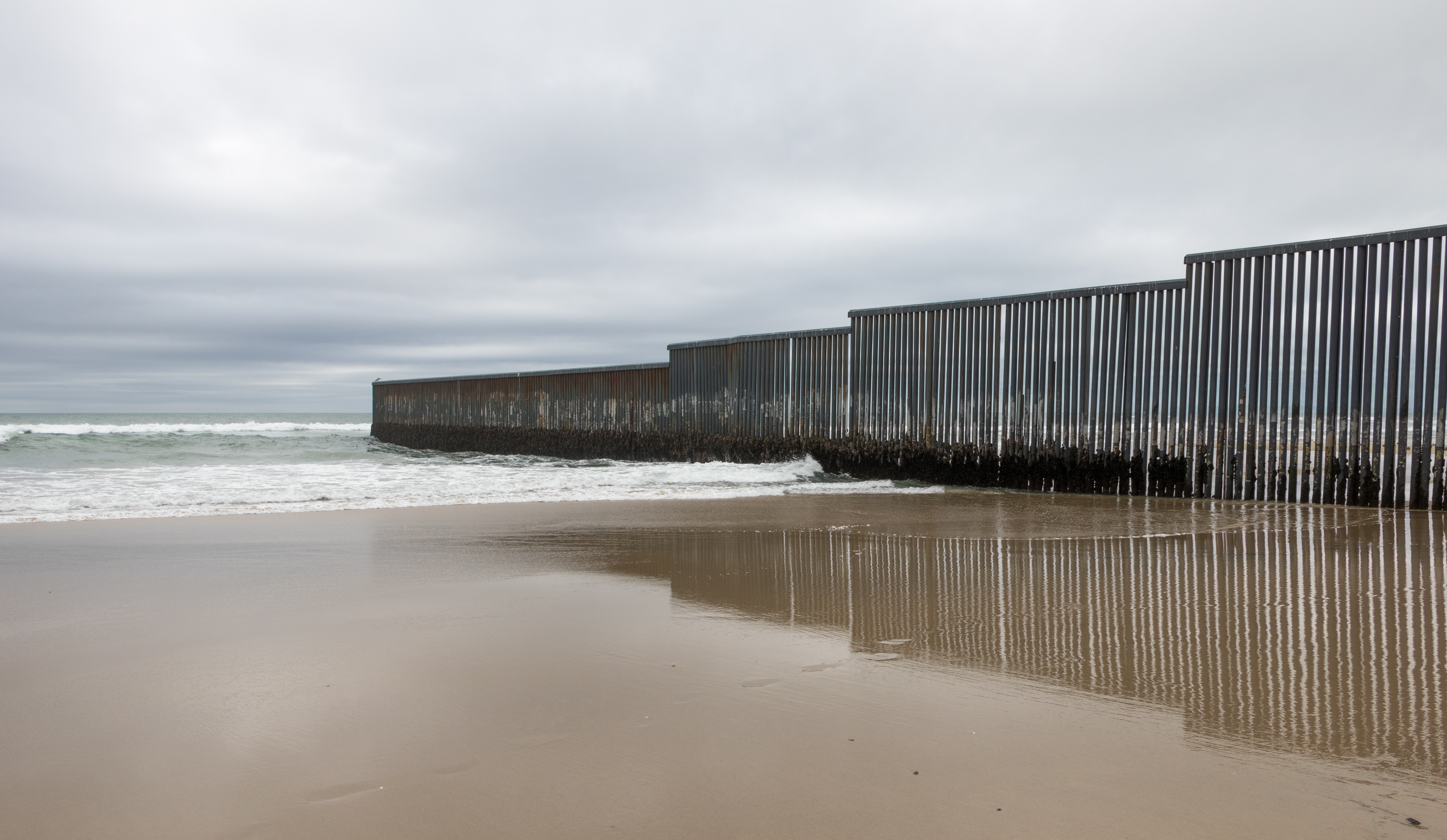
A parede que termina no Oceano Pacífico

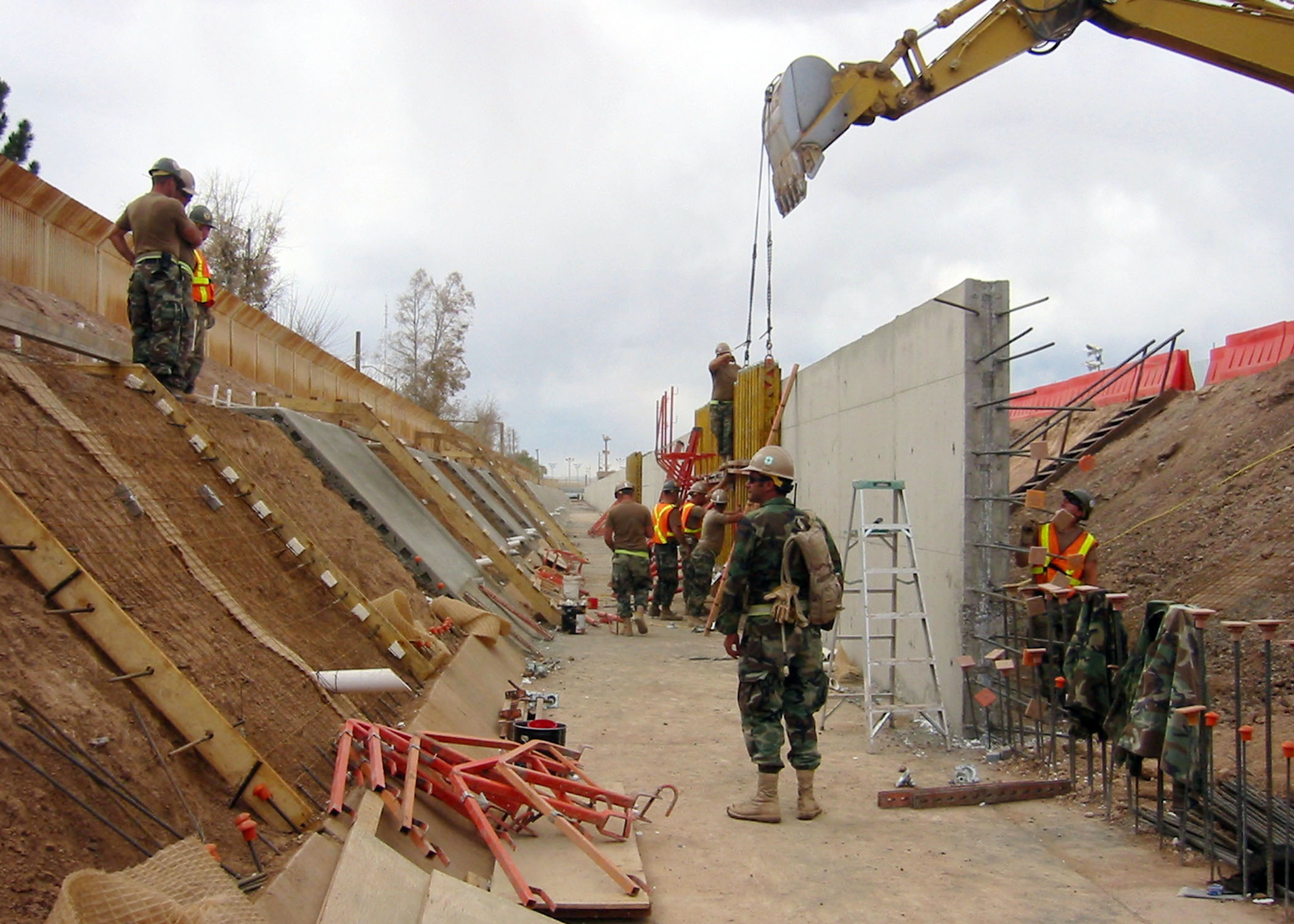
Douglas, Arizona, 2009

O representante dos EUA, Duncan Hunter, um republicano da Califórnia e o então presidente do Comitê de Serviços Armados da Câmara, propôs um plano para a Câmara em 3 de novembro de 2005 pedindo a construção de uma cerca reforçada ao longo de toda a fronteira dos Estados Unidos com o México. Isso também teria incluído uma zona de fronteira de 100 jardas (91 m) no lado dos EUA. Em 15 de dezembro de 2005, a emenda do congressista Hunter à Lei de Proteção de Fronteiras, Anti-terrorismo e Imigração Ilegal de 2005 (HR 4437) foi aprovada na Câmara. Este plano exigia cercas obrigatórias ao longo de 698 milhas (1.123 km) da fronteira de 3.954 milhas (3.145 quilômetros). Em 17 de maio de 2006, o Senado dos EUA propôs, com a Lei de Reforma da Imigração Compreensiva de 2006 (S. 2611), o que poderia ser de 600 milhas (600 milhas) de cercas triplas em camadas e uma cerca de veículos. Embora o projeto tenha morrido em um comitê, a Lei de Cerca Segura de 2006 foi aprovada pelo Congresso e assinada pelo presidente George W. Bush em 26 de outubro de 2006.
O governo do México e ministros de vários países latino-americanos condenaram os planos. Rick Perry, governador do Texas, também expressou sua oposição dizendo que, em vez de fechar a fronteira, deveria ter aberto mais e, por meio da tecnologia, apoiar a migração legal e segura. A expansão da barreira também foi contestada por uma votação unânime do Laredo, Texas. O prefeito de Laredo, Raul G. Salinas, defendeu o povo de sua cidade dizendo que o projeto, que incluía quilômetros de muro de fronteira, devastaria Laredo. Ele afirmou: "Estas são pessoas que estão sustentando nossa economia em 40%, e eu vou fechar as portas e colocar uma parede?. É como um tapa na cara". Ele esperava que o Congresso revisasse o projeto para refletir melhor as realidades da vida na fronteira.
HR 6061 , a "Lei de cerca segura de 2006", foi introduzida em 13 de setembro de 2006. Ela passou pela Câmara dos Representantes dos EUA em 14 de setembro de 2006 com um voto de 283-138.
Em 29 de setembro de 2006, por um voto de 80-19, o Senado dos EUA confirmou o HR 6061 autorizando e parcialmente financiando a "possível" construção de 1.125 km de cerca/barreiras físicas ao longo da fronteira. O apoio muito amplo implicava que muitas garantias foram feitas pelo governo - aos democratas, ao México e à minoria pró-reforma "abrangente da imigração" entre os republicanos - de que a segurança interna prosseguiria com muita cautela. O secretário de Segurança Interna, Michael Chertoff , anunciou que um teste de oito meses da cerca virtual que ele favorecia precederia qualquer construção de uma barreira física.
Em 26 de outubro de 2006, o presidente George W. Bush assinou o HR 6061 que foi votado e aprovado pelo 109º Congresso dos Estados Unidos. A assinatura do projeto veio logo após uma pesquisa da CNN mostrar que a maioria dos americanos "prefere a ideia de mais agentes da Patrulha de Fronteira a uma cerca de 1,125 quilômetros". O Departamento de Segurança Interna tem um pagamento inicial de US $ 1,2 bilhão para a segurança das fronteiras, mas não especificamente para a cerca da fronteira.
Em janeiro de 2010, o projeto da cerca foi concluído de San Diego, na Califórnia, até Yuma, Arizona. De lá, ele continuou no Texas e consistiu em uma cerca de 21 pés (6,4 m) de altura e 6 pés (1,8 m) de profundidade no chão, cimentada em uma trincheira de 3 pés (0,91 m) com concreto de 5.000 psi (345 bar; 352 kg / cm²). Não houve mortes durante a construção, mas houve 4 ferimentos graves com múltiplos atos agressivos contra as equipes de construção. Houve um tiroteio relatado sem prejuízo para um membro da tripulação na região de Mexicali. Todas as seções da cerca estão ao sul do Canal All-Americane ter estradas de acesso que permitam aos guardas de fronteira a capacidade de chegar facilmente a qualquer ponto, incluindo a área de dunas onde um agente de fronteira foi morto 3 anos antes e agora está selado.
A plataforma do Partido Republicano de 2012 afirmou que "a barreira de dupla camada na fronteira que foi promulgada pelo Congresso em 2006, mas nunca concluída, deve finalmente ser construída". Os custos da Lei da Cerca Segura foram estimados em US $ 6 bilhões, a mais do que todo o orçamento discricionário anual da Alfândega e Proteção das Fronteiras de US $ 5,6 bilhões. O Washington Office on Latin America observou em seu site Border Fact Check em 2013 que o custo de cumprir o mandato da Lei de Cerca Segura era a razão pela qual não havia sido completamente cumprido.

### Repensando a expansão

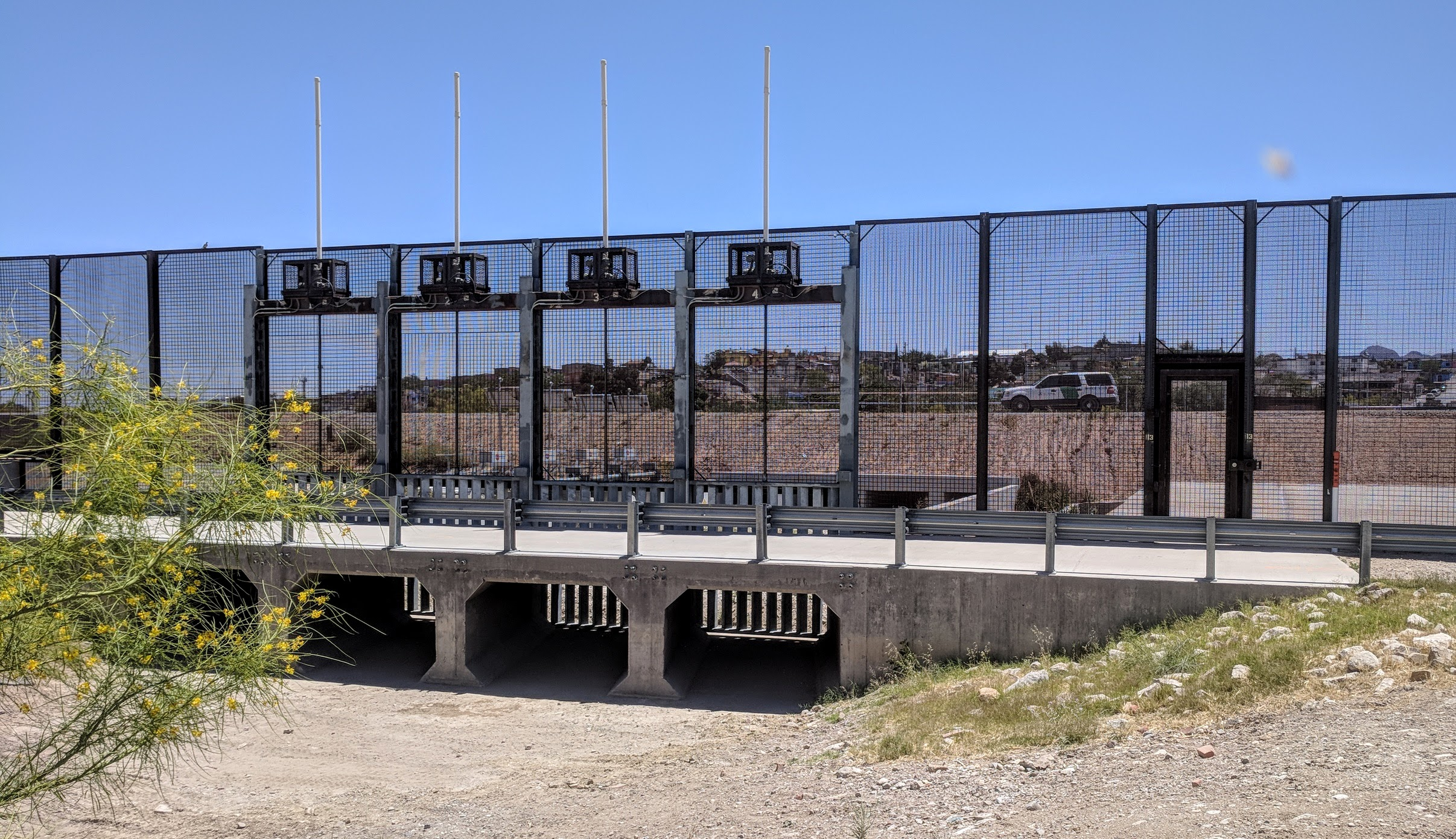
A cerca da fronteira entre El Paso e Juarez tem uma elaborada estrutura de comportas para permitir a passagem das águas das cheias. As grades impedem que as pessoas possam atravessar e podem ser levantadas para as águas das cheias que transportam detritos. Além da cerca há um canal e dique antes do Rio Grande; os carros da Patrulha da Fronteira ficam no dique.

O Real ID Act, anexado como um cavaleiro a uma lei de dotações suplementares financiando as guerras no Iraque e no Afeganistão, decretou: "Não obstante qualquer outra provisão de lei, o Secretário de Segurança Interna terá a autoridade para renunciar a todos os requisitos legais como Secretário". a critério exclusivo do secretário, determina a necessidade de assegurar a construção rápida das barreiras e estradas." O secretário Chertoff usou seu novo poder para "renunciar à totalidade", a Lei de Espécies em Perigo, a Lei do Tratado sobre Migração de Aves, a Lei de Política Ambiental Nacional, a Lei de Gerenciamento da Zona Costeira, a Lei da Água Limpa, Ato do Ar Limpo, e a Lei de Preservação Histórica Nacional para estender o cercamento triplo através da Reserva Estuarina Nacional de Pesquisas do Rio Tijuana, perto de San Diego. A Real ID Act estipula ainda que as decisões do Secretário não estão sujeitas a revisão judicial e, em dezembro de 2005, um juiz federal rejeitou as contestações legais do Sierra Club, da National Audubon Society e de outros à decisão de Chertoff.
O secretário Chertoff exerceu a sua autoridade de renúncia em 1 de abril de 2008. Em junho de 2008, a Suprema Corte dos EUA se recusou a ouvir a apelação de uma decisão de primeira instância mantendo a autoridade de renúncia em um processo apresentado pelo Sierra Club. Em setembro de 2008, um juiz do tribunal federal distrital de El Paso negou provimento a uma ação semelhante movida pelo Condado de El Paso, Texas.
Em janeiro de 2009, a Alfândega e Proteção de Fronteiras e Segurança Interna dos EUA gastaram US $ 40 milhões em análises ambientais e medidas de mitigação destinadas a atenuar qualquer possível impacto adverso que a cerca pudesse ter sobre o meio ambiente. Em 16 de janeiro de 2009, o DHS anunciou que estava prometendo mais US $ 50 milhões para esse fim e assinou um acordo com o Departamento do Interior dos EUA para a utilização do financiamento adicional.

### Congelamento de expansão
Em 16 de março de 2010, o Departamento de Segurança Interna anunciou que haveria a suspensão da expansão da "cerca virtual" além de dois projetos-piloto no Arizona.
A Contratante Boeing Corporation teve inúmeros atrasos e custos excessivos. Inicialmente, a Boeing usava um software de despacho da polícia que não conseguia processar todas as informações vindas da fronteira. O US$ 50 milhões restantes do financiamento seriam usados para dispositivos móveis de vigilância, sensores e rádios para patrulhar e proteger a fronteira. Na época, o Departamento de Segurança Interna gastou US $ 3,4 bilhões em cercas de fronteira e construiu 640 milhas (1.030 km) de cercas e barreiras como parte da Iniciativa Fronteira Segura.

### Esforços locais
Esgrima por etapas também foi estabelecida. Em 2005, sob o seu presidente, Ramón H. Dovalina, o Laredo Community College, localizado na fronteira, obteve uma cerca de 3 metros construída pelo Corpo de Fuzileiros Navais dos Estados Unidos. A estrutura não foi concebida como uma barreira fronteiriça como tal, mas destinava-se a desviar contrabandistas e imigrantes ilegais para locais onde as autoridades podem impedir a entrada nos EUA.

### Administração Trump

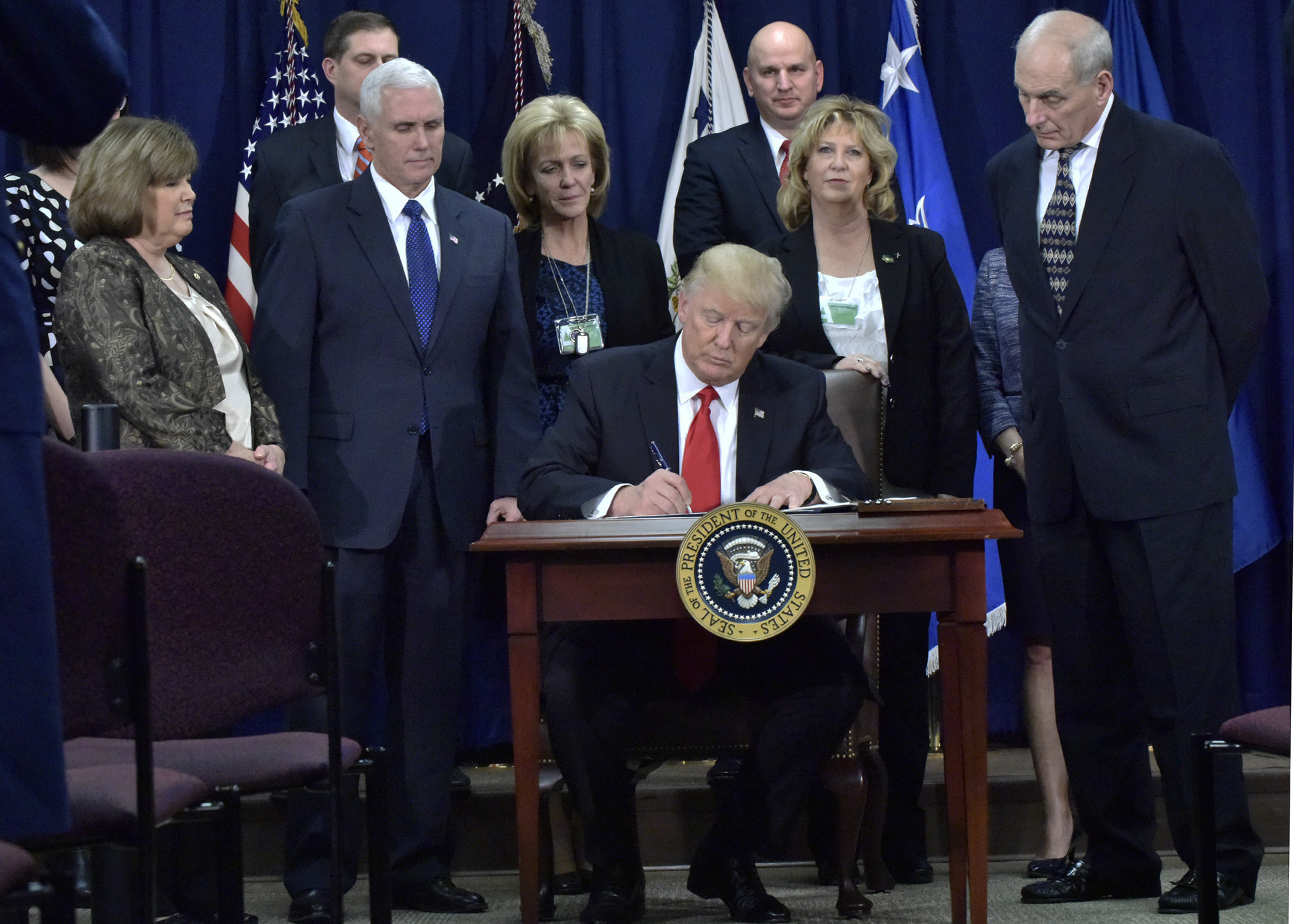
Presidente Donald Trump assinando a Ordem Executiva 13767

Ao longo de sua campanha presidencial de 2016, Donald Trump pediu a construção de um muro muito maior e fortificado, e alegou que o México pagará pela construção, estimada entre US$ 8 e US$ 12 bilhões, enquanto outros afirmam incertezas suficientes para aumentar o custo entre US$ 15 para US$ 25 bilhões. Em janeiro de 2017, o presidente mexicano Enrique Peña Nieto disse que o país não pagaria pelo muro. Em 25 de janeiro de 2017, o governo Trump assinou uma ordem executiva de Melhorias na Execução de Reforços de Segurança de Fronteiras e Imigração, 13767 para iniciar a ampliação do muro de fronteira.
Trump planejava se encontrar com Nieto na Casa Branca em 27 de janeiro de 2017 para discutir temas como a segurança nas fronteiras e anunciou que os EUA imporiam uma tarifa de 20% sobre os produtos mexicanos para efetivamente pagar pelo muro. Peña Nieto deu um discurso televisionado nacional confirmando que eles não pagariam, acrescentando que "o México não acredita em muros", e cancelou a reunião.
Em março de 2017, a administração Trump apresentou uma emenda orçamentária para o ano fiscal de 2017, que inclui um orçamento contínuo de US$ 3 bilhões para a segurança das fronteiras e a fiscalização da imigração. O Projeto de Orçamento do ano fiscal de 2018 de Trump aumenta os fundos discricionários para o Departamento de Segurança Interna (DHS) em US $ 2,8 bilhões (para US $ 44,1 bilhões). O Secretário do DHS, John F. Kelly, disse ao Comitê de Segurança Interna e Assuntos Governamentais do Senado durante um Orçamento Blueprint "inclui US $ 2,6 bilhões para tecnologia de segurança de fronteira de alta prioridade e infraestrutura tática, incluindo financiamento para planejar, projetar e construir a parede na fronteira."
Uma pesquisa conduzida pelo Conselho Nacional de Patrulhamento de Fronteiras descobriu que 89% dos agentes de patrulha de fronteira disseram que um "sistema de parede em locais estratégicos é necessário para garantir a fronteira". 7% dos agentes discordaram. No entanto, a senadora dos EUA Claire McCaskill (D-MO) disse durante uma audiência que enquanto os americanos querem uma fronteira segura, ela "não encontrou ninguém que diga que a maneira mais eficaz é construir um muro em toda a fronteira sul". O único que continua falando sobre isso é o presidente Trump."
Trump propôs em uma reunião na Casa Branca que o muro deveria ser coberto com painéis solares, alegando que isso geraria receita e melhoraria sua aparência. Em 21 de junho de 2017, Trump disse em um comício em Cedar Rapids, Iowa que ele está trabalhando em maneiras "o México terá que pagar muito menos dinheiro", dizendo que o muro seria um "muro solar" que poderia "criar energia" e pagar por si mesmo". Trump também elogiou um relatório que ele havia visto na Fox News, que citou um estudo do Center for Immigration Studies, na qual alegou que uma parede ao longo da fronteira mexicana poderia economizar US$ 64 bilhões aos contribuintes, reduzindo os custos de crime e bem-estar para imigrantes indocumentados nos próximos dez anos. Alguns contestam isso, alegando que o muro e a manutenção custariam mais do que o previsto e que os imigrantes ilegais acabariam encontrando outro caminho para a nação. Em agosto de 2017, enquanto falava em um comício em Phoenix, Arizona, Trump declarou que fechará o governo dos EUA, se necessário, para forçar o Congresso a pagar pelo muro. A partir do final de 2017, o México não entrou em qualquer acordo para pagar por qualquer quantia do muro. Em março de 2018, o Congresso apropriou US$ 1,6 bilhão de uma conta de gastos de US$ 1,3 trilhão, que ajudou a adicionar e consertar a cerca ao longo da fronteira.

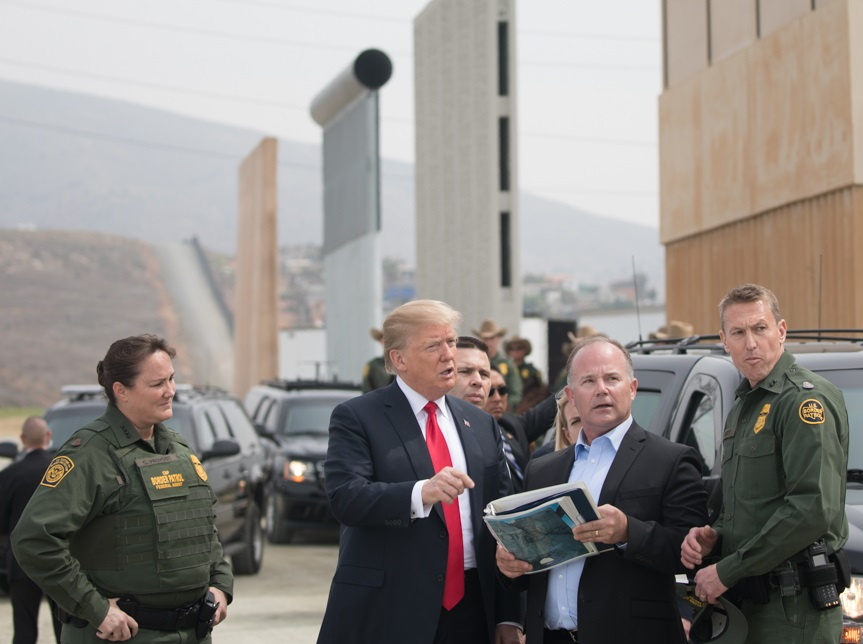
O Presidente Trump visitando protótipos de muro de fronteira em San Diego, março de 2018

Em 12 de setembro de 2017, o Departamento de Segurança Interna dos Estados Unidos emitiu uma notificação. A Secretária Interina de Segurança Interna Elaine Duke estaria renunciando a "certas leis, regulamentos e outros requisitos legais" para começar a construção do novo muro perto de Calexico, Califórnia. A renúncia permite ao Departamento de Segurança Interna contornar a Lei de Política Ambiental Nacional, a Lei de Espécies Ameaçadas, a Lei da Água Limpa, a Lei do Ar Limpo, a Lei de Preservação Histórica Nacional, a Lei do Tratado de Aves Migratórias, a Conservação das Aves Migratórias, a Lei de Proteção de Recursos Arqueológicos, a Lei da Água Potável, a Lei de Controle de Ruídos, a Lei de Eliminação de Resíduos Sólidos, a Lei de Antiguidades, a Lei Federal de Terras e Gestão, o Ato de Procedimento Administrativo, a Lei de Repatriação e Proteção de Sepulturas Nativas Americanas e o Ato de Liberdade Religiosa do Índio Americano. Em setembro de 2017, o governo dos EUA anunciou o início da construção de oito barreiras de protótipos feitas de concreto e outros materiais. Em 3 de junho de 2018 começou a seção de San Diego da construção da parede da fronteira dos EUA. Em 26 de outubro, um trecho de três quilômetros de cabeços de aço em Calexico, Califórnia, foi comemorado como a primeira seção da muralha de Trump.
Uma empresa de manufatura de Pine City, Minnesota, recebeu uma oferta para ajudar a construir a "parede virtual" ao longo da fronteira em 2018. Ela gera torres telescópicas que chegam a 80 pés de altura. Ao longo de partes, este método provou ser mais barato e mais prático.

### Administração Biden
No seu primeiro dia no cargo, em 20 de janeiro de 2021, o presidente Joe Biden assinou uma ordem executiva para parar a construção do muro de Trump, cumprindo uma promessa de campanha.

## Controvérsias

### Terra dividida
As terras tribais de três nações indígenas seriam divididas pela cerca de fronteira proposta.
Em 27 de janeiro de 2008, uma delegação de direitos humanos dos nativos dos Estados Unidos, que incluía Margo Tamez (Lipan Apache-Jumano Apache) e Teresa Leal (Opata-Mayo) relatou a remoção dos obeliscos oficiais das Fronteiras Internacionais de 1848 pelos EUA. O Departamento de Segurança Interna no setor Las Mariposas, Sonora-Arizona da fronteira México-EUA. Os obeliscos foram movidos para o sul aproximadamente 20 m (70 pés), para a propriedade de proprietários privados em Sonora, como parte do projeto maior de instalar o muro de aço de 18 pés (5,5 m).
A rota proposta para a cerca da fronteira dividiria o campus da Universidade do Texas em Brownsville em duas partes, de acordo com Antonio N. Zavaleta, vice-presidente da universidade. Houve protestos no campus contra a parede por estudantes que acham que isso prejudicará a escola. Em agosto de 2008, a UT-Brownsville chegou a um acordo com o Departamento de Segurança Interna dos EUA para que a universidade construísse uma parte da cerca do outro lado e adjacente à sua propriedade. O acordo final, que foi arquivado no tribunal federal em 5 de agosto e formalmente assinado pelo Conselho de Administração do Southmost College naquele dia, encerrou todos os processos judiciais entre a UTB/TSC e o DHS. Em 20 de agosto de 2008, a universidade enviou um pedido de licitação para a construção de uma barreira alta de 3,0 m, que incorpora segurança tecnológica para seu segmento do projeto de fronteira. O perímetro sul do campus da UTB/TSC fará parte de um laboratório para testar novas combinações de tecnologia e infraestrutura de segurança. O segmento de fronteira no campus da UTB foi substancialmente concluído em dezembro de 2008.

### Condado de Hidalgo
Na primavera de 2007, mais de 25 proprietários de terras, incluindo uma corporação e um distrito escolar, de Hidalgo e do Condado de Starr, no Texas, recusaram pesquisas como ato de protesto sobre cercas fronteiriças, que determinariam quais terras poderiam ser construídas.
Em julho de 2008, o Distrito de Hidalgo e Hidalgo County Drainage District No. 1 entraram em um acordo com o Departamento de Segurança Interna dos EUA para a construção de um projeto que combina a cerca da fronteira com um dique para controlar as inundações ao longo do Rio Grande. Em setembro de 2008, a construção de dois dos segmentos de cerca do condado de Hidalgo estava em andamento, com mais cinco segmentos programados para serem construídos durante o outono de 2008. A seção do condado de Hidalgo da cerca da fronteira foi planejada para constituir 22 milhas (35 km) de cerca e dique combinados.

### Condenações do México

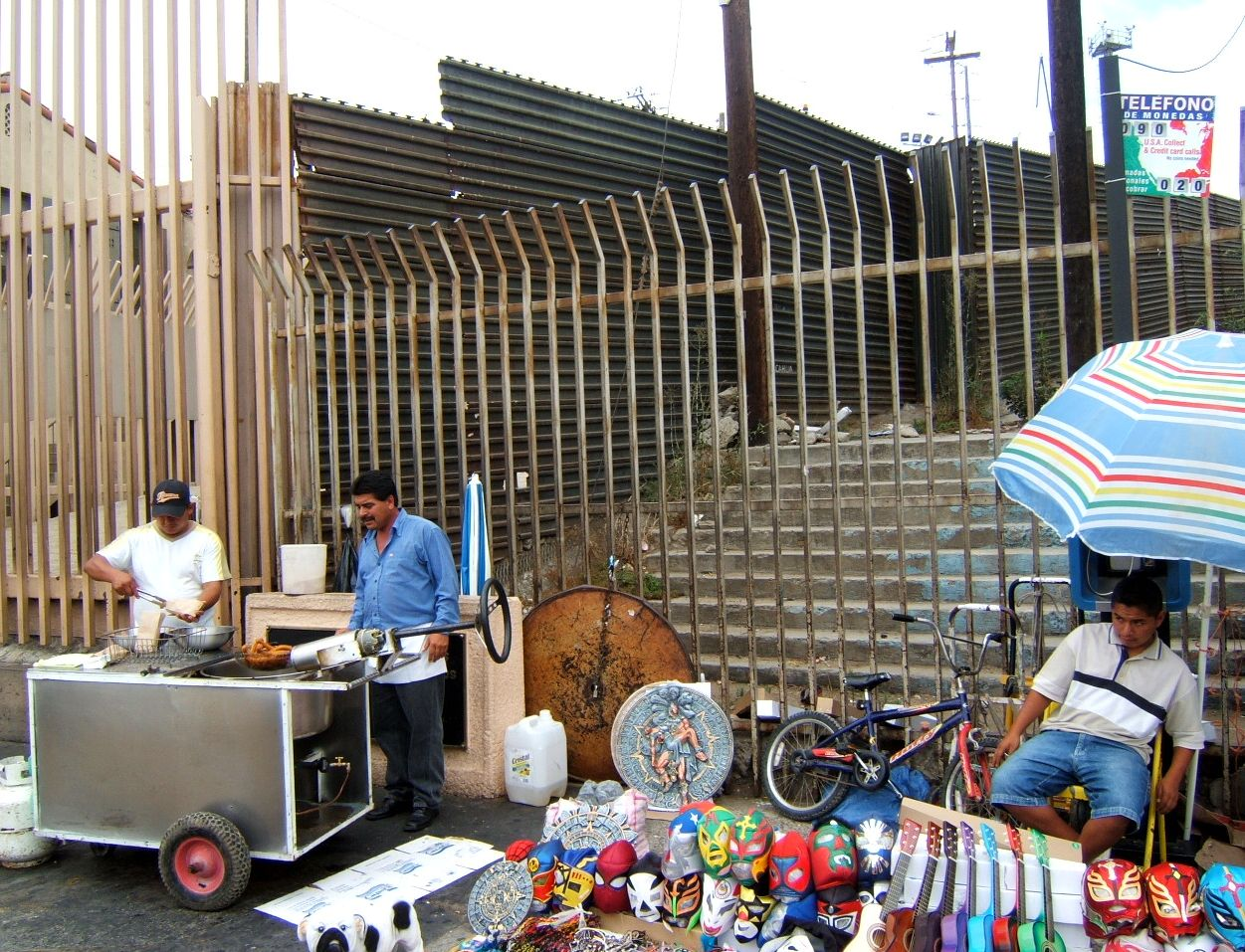
Comércio próximo a divisa em Tijuana.

Em 2006, o governo mexicano condenou vigorosamente a Lei de Cerca Segura de 2006. O México também pediu que os EUA alterem seus planos de cercas ampliadas ao longo de sua compartilhada fronteira, dizendo que isso prejudicaria o meio ambiente e prejudicaria a vida selvagem.
Em junho de 2007, foi anunciado que uma seção da barreira havia sido construída por engano de 1 a 6 pés (2 metros) dentro do território mexicano. Isso exigirá que a seção seja movida a um custo estimado de mais de US $ 3 milhões (US).
Em 2012, o então candidato presidencial do México, Enrique Peña Nieto, estava em campanha em Tijuana, nas Playas de Monumental, a menos de 600 metros da fronteira EUA-México, adjacente ao Parque Estadual Border Field. Em um de seus discursos, ele criticou o governo dos EUA por construir as barreiras e pediu que fossem removidos. Em última análise, ele zombou do discurso de Ronald Reagan, "Derrubem esta parede!", De Berlim, em 1987.

### Mortes de migrantes

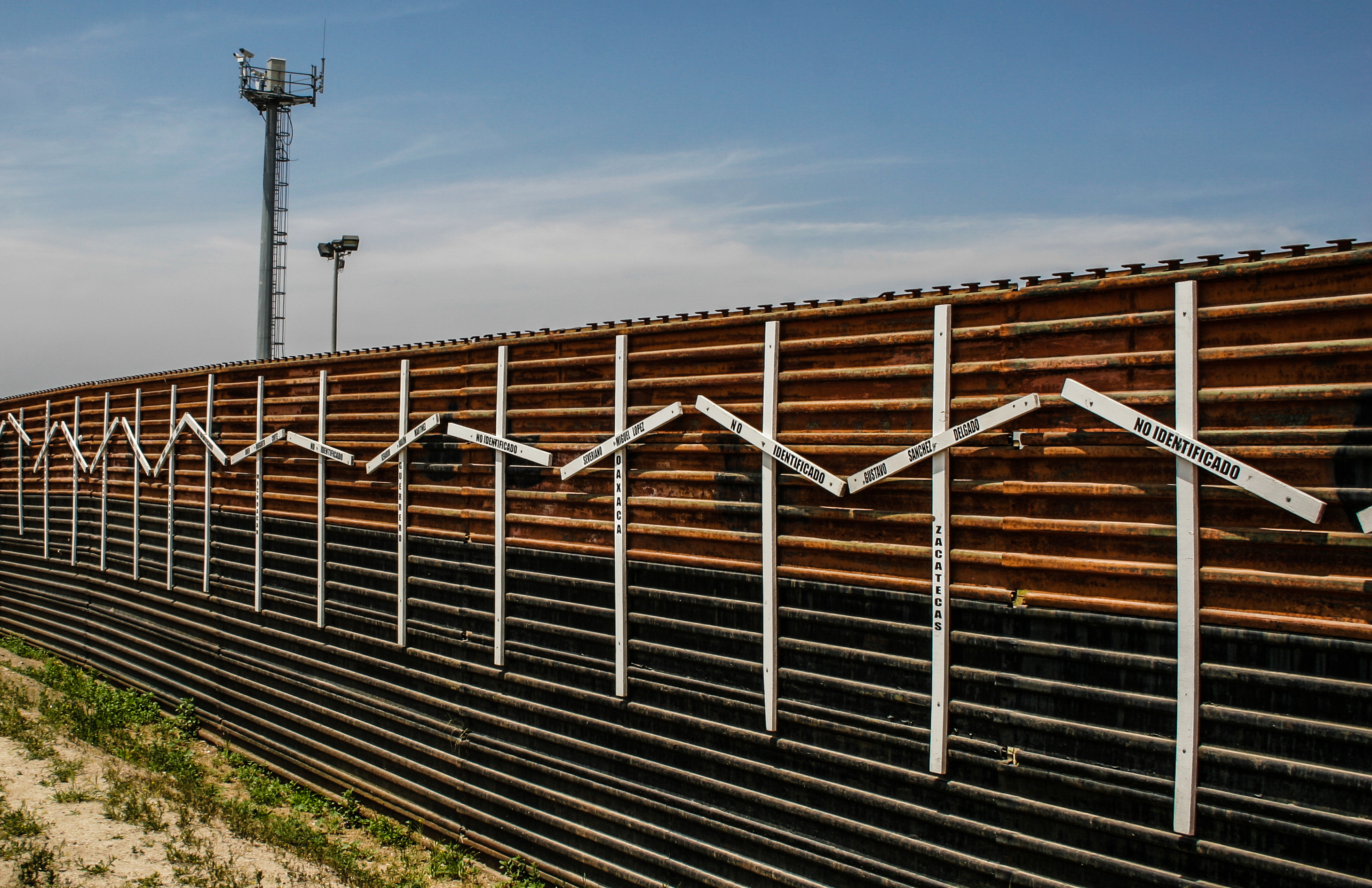
O muro na fronteira de Tijuana, México e San Diego; as cruzes representam migrantes que morreram em tentativas de cruzamento.

Entre 1994 e 2007, houve cerca de 5 mil mortes de migrantes ao longo da fronteira México-Estados Unidos, de acordo com um documento criado pela Comissão Nacional de Direitos Humanos do México, também assinado pela União Americana pelas Liberdades Civis, Entre 43 e 61 pessoas morreram tentando atravessar o Deserto de Sonora de outubro de 2003 a maio de 2004; três vezes a do mesmo período do ano anterior. Em outubro de 2004, a Patrulha da Fronteira anunciou que 325 pessoas morreram atravessando toda a fronteira durante os 12 meses anteriores. Entre 1998 e 2004, 1.954 pessoas foram oficialmente registradas como tendo morrido ao longo da fronteira México-EUA. Desde 2004, os corpos de 1.086 migrantes foram recuperados no sul do deserto do Arizona.
A Patrulha da Fronteira dos EUA, O Setor Tucson informou em 15 de outubro de 2008, que seus agentes conseguiram salvar 443 imigrantes indocumentados de morte após serem abandonados por seus contrabandistas durante o ano fiscal de 2008, reduzindo o número de mortes em 17% de 202 no ano fiscal de 2007. No ano fiscal de 2008. Sem os esforços desses agentes, centenas mais poderiam ter morrido nos desertos do Arizona. De acordo com o mesmo setor, melhorias na fronteira como o muro permitiram que os agentes do setor de Tucson reduzissem o número de apreensões nas fronteiras em 16% em comparação com o ano fiscal de 2007.

### Impacto ambiental

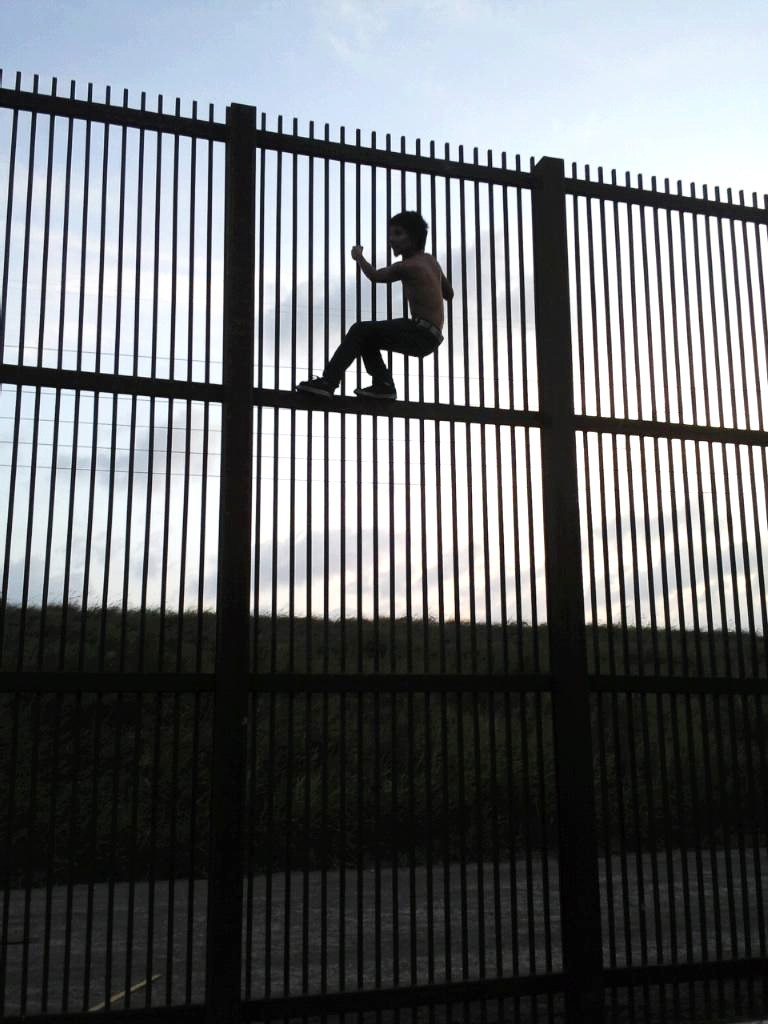
Parede de fronteira "favorável à vida selvagem" em Brownsville, Texas, que permitiria que a vida selvagem cruzasse a fronteira. Um jovem sobe a parede usando vigas horizontais para suporte de pé.

Em abril de 2008, o Departamento de Segurança Interna anunciou planos para dispensar mais de 30 leis ambientais e culturais para acelerar a construção da barreira. Apesar das alegações do então chefe da Segurança Interna, Michael Chertoff, de que o departamento minimizaria o impacto da construção no meio ambiente, críticos no Arizona, Novo México e Texas afirmaram que a cerca de espécies ameaçadas e ecossistemas frágeis ao longo do Rio Grande. Os ambientalistas expressaram preocupação com os corredores de migração de borboletas e o futuro das espécies de gatos selvagens locais, caititus, jaguatiricas, antilocapra e onças-pintadas.
O Departamento de Alfândega e Proteção de Fronteiras (CBP) dos EUA realizou avaliações ambientais de cada segmento de cerca de pedestres e veículos cobertos pela renúncia e publicou os resultados dessa análise nos Planos de Administração Ambiental (ESPs). Embora não exigido pela renúncia, o CBP conduziu o mesmo nível de análise ambiental (nos ESPs) que teria sido realizado antes da renúncia (no processo "normal" do NEPA) para avaliar possíveis impactos em recursos sensíveis no áreas onde a cerca está sendo construída.
As ESPs concluídas pelo CBP contêm pesquisas extremamente limitadas sobre a vida selvagem local. Por exemplo, o ESP para cercas construídas no Setor Del Rio incluiu um único levantamento para a fauna silvestre concluído em novembro de 2007, e apenas "3 invertebrados, 1 espécie de réptil, 2 espécies de anfíbios, 1 espécie de mamífero e 21 espécies de aves foram registrados." Os ESPs, então, descartam o potencial para a maioria dos efeitos adversos sobre a vida selvagem, com base em generalizações amplas e sem qualquer análise quantitativa dos riscos colocados pelas barreiras de fronteira. Aproximadamente 461 acres (187 ha) de vegetação serão limpos ao longo do corredor de impacto. Da ESP do Vale do Rio Grande: "O corredor de impacto evita locais conhecidos de indivíduos de Manihot walkerae e Physaria thamnophila, mas se aproxima de vários locais conhecidos da ayenia do Texas. Por essa razão, os impactos sobre as plantas listadas no governo federal são antecipados como sendo de curto prazo, moderados e adversos. "Esse trecho é típico dos ESPs em que o risco para plantas ameaçadas é considerado de curto prazo sem qualquer análise quantitativa da população.
Em agosto de 2008, mais de 90% da fronteira sul do Arizona e Novo México haviam sido pesquisados. Além disso, 80% da fronteira Califórnia-México foi pesquisada.

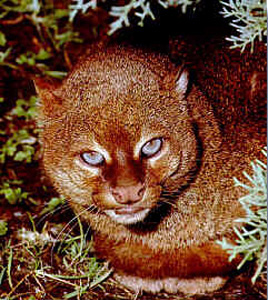
O jaguarundi-da-costa-do-golfo já está ameaçado de extinção.

Cerca de 100 espécies de plantas e animais, muitas já ameaçadas de extinção, estão ameaçadas pela parede, incluindo a onça , a caititus, jaguatiricas, antilocapra e onças-pintadas, o lobo-mexicano, a caburé, o papagaio-de-bico-grosso e a borboleta Euphydryas editha quino. De acordo com Scott Egan, da Universidade Rice, uma parede pode criar um efeito de gargalo na população, aumentar a endogamia e cortar as rotas naturais de migração, bem como a expansão da faixa.
Um muro inicial de 121 quilômetros para o qual o financiamento dos EUA foi solicitado na fronteira de quase 3.200 quilômetros passaria pelo Refúgio Nacional de Vida Silvestre de Tijuana Slough, na Califórnia, o Refúgio Nacional de Vida Silvestre de Santa Ana e o Rio Inferior. Grande Valley National Wildlife Refuge no Texas e do México Cabeza Prieta National Wildlife Refuge e El Pinacate y Gran Desierto de Altar Biosphere Reserve, que é um Patrimônio Mundial da UNESCO que os EUA estão vinculados por tratado global para proteger. A Alfândega e Proteção de Fronteiras (CBP) dos EUA planeja construir o muro usando o Real ID Act para evitar o processo de fazer declarações de impacto ambiental, uma estratégia concebida por Michael Chertoff durante o governo Bush. A lei real também permite que o secretário de Segurança Interna isente a CBP de aderir à Lei de Espécies em Perigo, que proibiria a construção de um refúgio de vida silvestre.

## Galeria de imagens

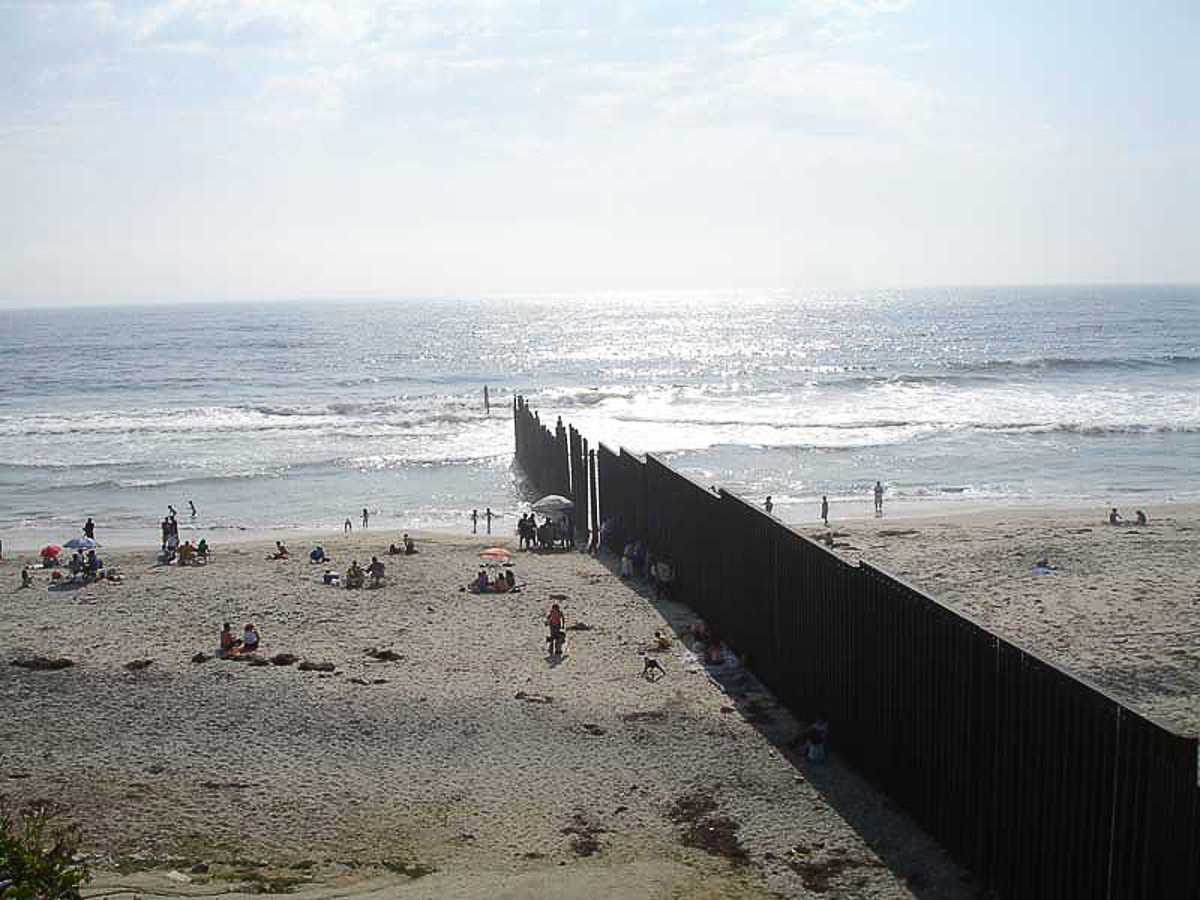
Fronteira numa Praia de Tijuana.
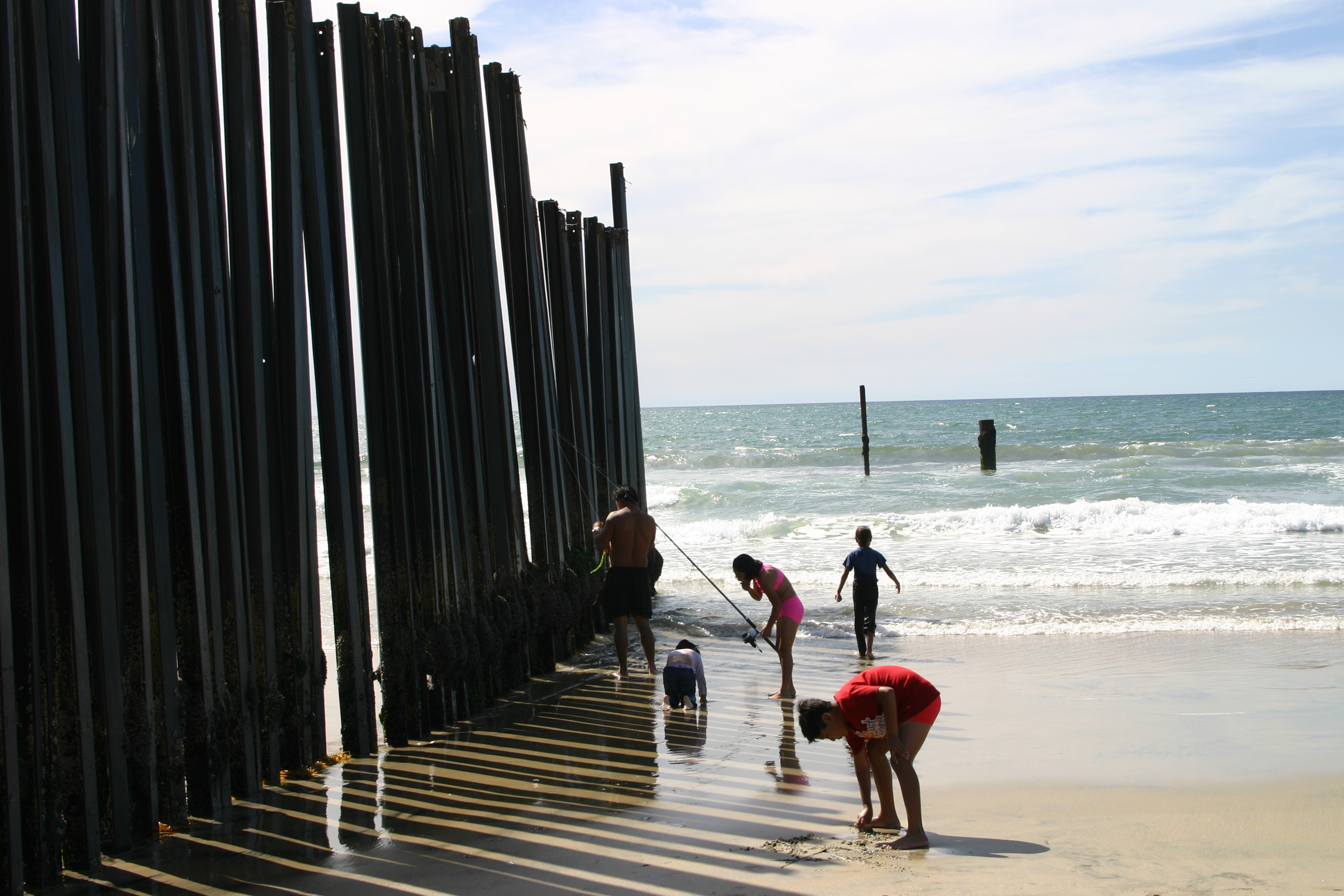
Uma família mexicana próximo a divisa.
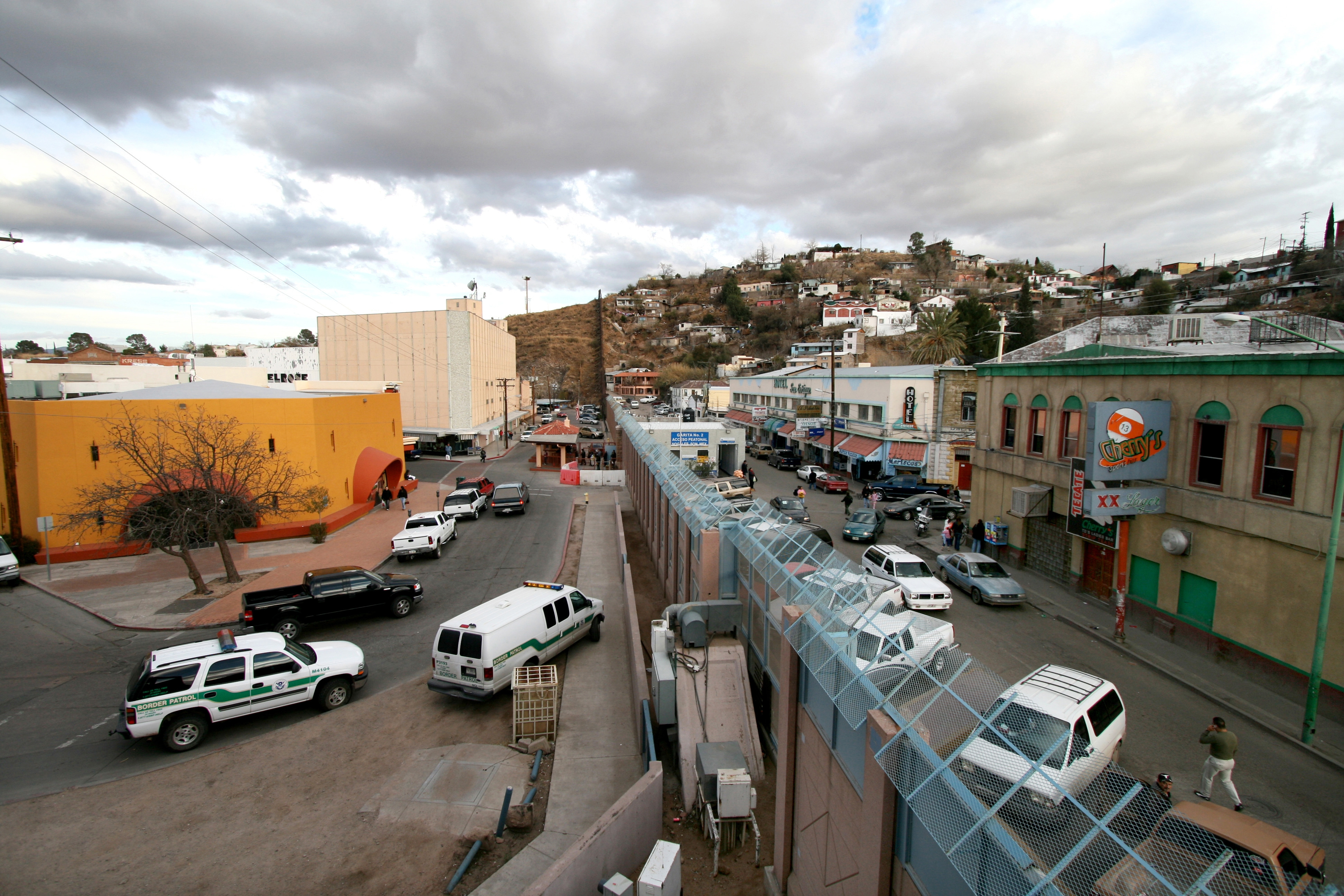
Muro fronteiriço em Nogales (Arizona) e Nogales    (Sonora).
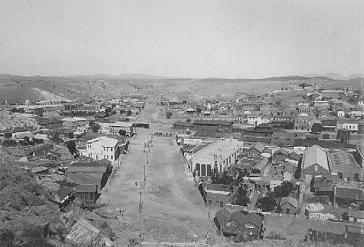
Nogales (Arizona) e Nogales (Sonora) em 1899 sem o muro.
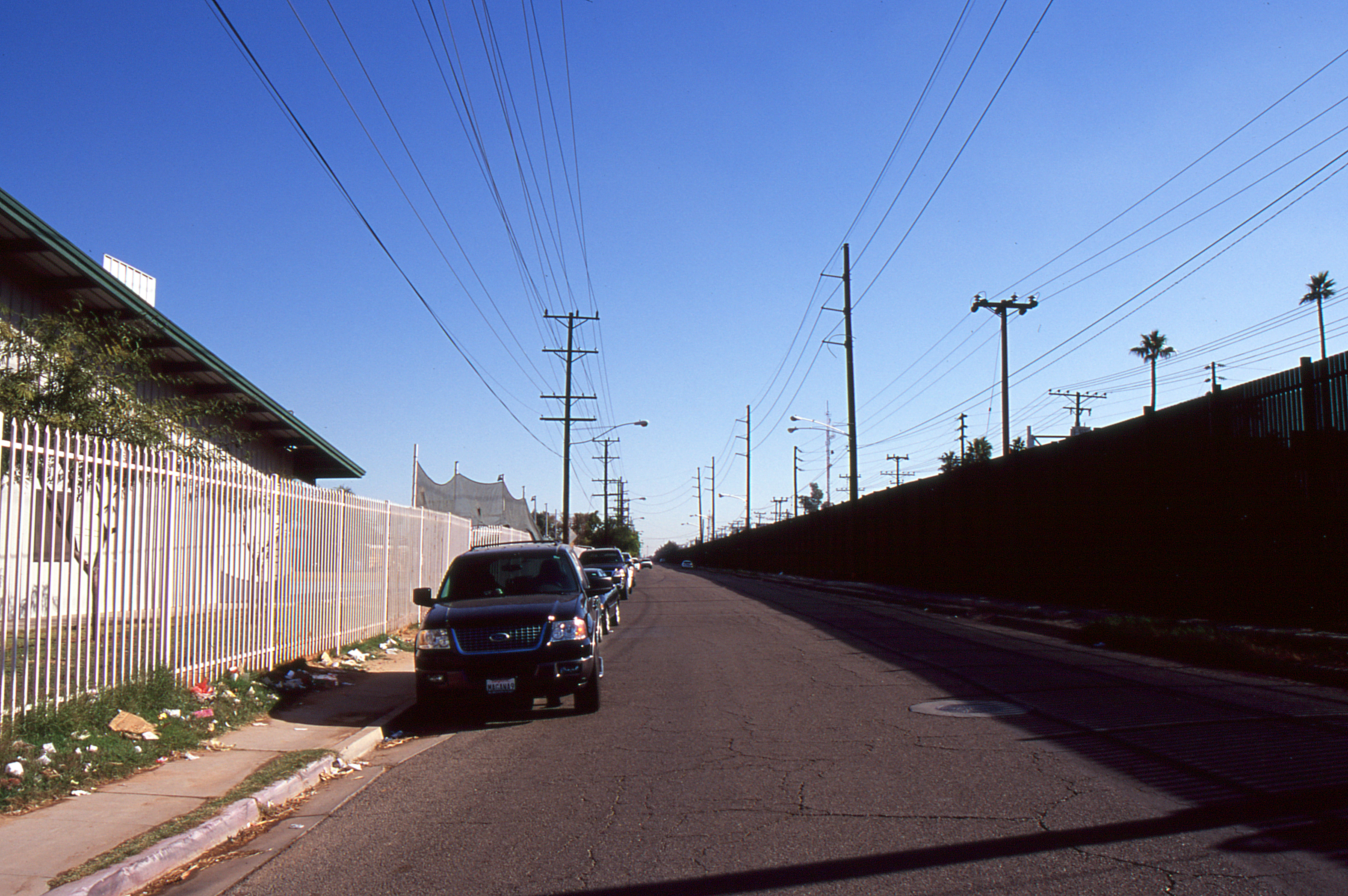
Muro em Calexico, Califórnia.
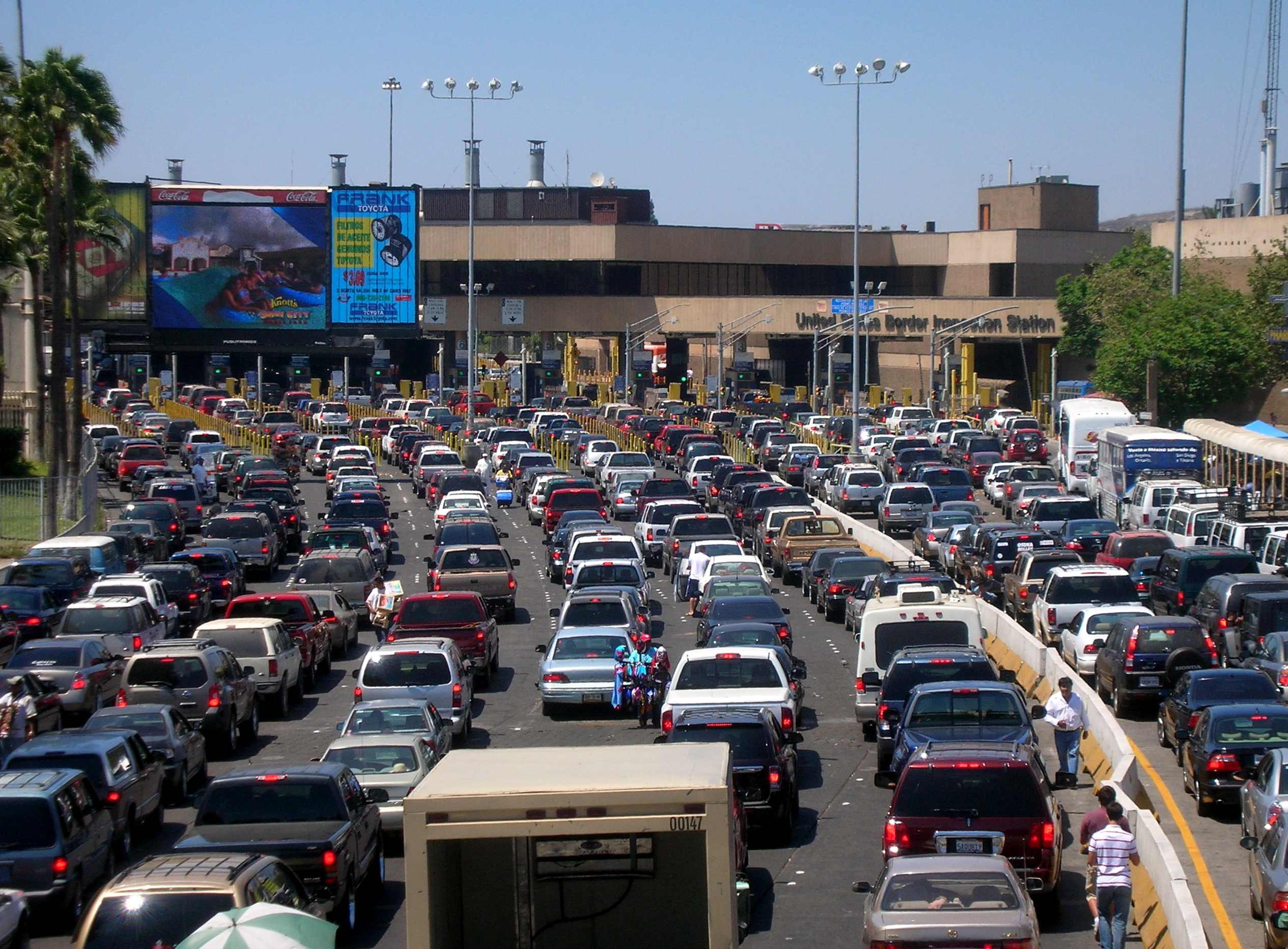
Engarrafamento na alfândega de San Ysidro.